# گرنج، کوئینزلند
گرنج (به انگلیسی: Grange) یک منطقهٔ مسکونی در استرالیا است که در کوئینزلند واقع شده‌است.